# That's What I Like
"That's What I Like" é uma canção do cantor e compositor americano Bruno Mars, presente em seu seu terceiro álbum de estúdio 24K Magic. A canção foi lançada como o segundo single do álbum em 30 de janeiro de 2017. Foi a canção de melhor desempenho nas tabelas musicais dos Estados Unidos desse álbum, superando o single de mesmo nome e alcançando o topo na Billboard Hot 100. A canção também recebeu remixes, de artistas como Gucci Mane, PartyNextDoor e Alan Walker. 
"That's What I Like" venceu nas categorias de "Canção do Ano", "Melhor Canção de R&B" e "Melhor Performance de R&B" no Grammy Awards de 2018.

## Lançamento e produção
O All Access primeiro revelou que a canção seria enviada às estações de rádio Top 40 no final de janeiro. O single foi enviado em 30 de janeiro de 2017 às estações de rádio Hot AC nos Estados Unidos através da Atlantic Records. Um dia depois, foi lançado na contemporary hit radio e na rhythmic contemporary dos Estados Unidos através da mesma gravadora. Foi lançado para a contemporary hit radio da Itália em 3 de março de 2017, através da Warner. Em 20 de abril de 2017, quatro diferentes remixes da canção, foram disponibilizados em todo o mundo.
"That's What I Like" foi co-escrito por Bruno Mars, Philip Lawrence, Christopher Brody Brown, James Fauntleroy, Johnathan Yip, Ray Romulus, Jeremy Reeves e Ray McCullough II. Sua produção foi tratada pelos três anteriores sob o seu apelido, Shampoo Press & Curl, juntamente com a co-produção dos quatro últimos como The Stereotypes. Eric "E-Panda" Hernandez tocou bateria ao vivo, enquanto Marte, Fauntleroy e Lawrence serviram como vocalistas de fundo da gravação. A gravação foi feita e projetada por Charles Moniz com assistência de engenharia adicional por Jacob Dennis no Glenwood Place Studios em Burbank, Califórnia. Foi mixado no MixStar Studios na Virginia Beach por Serban Ghenea, com John Hanes servindo como engenheiro de mixagem. Tom Coyne masterizou a canção no Sterling Sound, na cidade de Nova York.

## Desempenho comercial
A canção estreou na posição 79 na Billboard Hot 100 na semana de 10 de dezembro de 2016. Em sua 15ª semana, alcançou o primeiro lugar, tornando-se o sétimo número um de Mars nessa tabela. A canção tornou-se a quarta música mais vendida nos Estados Unidos em 2017, com 1.673.000 cópias vendidas. Também foi transmitido 835,856,000 vezes no ano.
À medida que a canção atingiu o topo da tabela do Pop Songs, Mars juntou-se com Justin Timberlake pelas mais músicas em número um nessa tabela entre solistas masculinos. Passou nove semanas no topo da Billboard Radio Songs , um novo recorde para Mars, como artista solo. Superou o número sete da semana anterior que corre para "Just the Way You Are" (2010) e "Locked Out of Heaven" (2013). Passou 20 semanas no topo da Hot R&B Songs, amarrando o registro para a maior parte da semana anterior no número um com "Starboy" de The Weeknd e "One Dance" de Drake. O single passou 24 semanas no Top 5 da Hot 100, tornando-se apenas um dos cinco singles a gastar pelo menos tanto tempo nos cinco primeiros. Também passou 28 semanas no total nos dez primeiros, tornando-se uma das corridas mais longas no top 10 da história da Billboard.

## Prêmios e indicações
| Ano  | Organização                  | Prêmio                             | Resultado |
| ---- | ---------------------------- | ---------------------------------- | --------- |
| 2017 | American Music Awards        | Canção Soul/R&B favorita           | Venceu    |
| 2017 | American Music Awards        | Vídeo do ano                       | Venceu    |
| 2017 | LOS40 Music Awards           | Melhor vídeo internacional (Jury)  | Indicado  |
| 2017 | MTV Video Music Awards Japan | Melhor vídeo masculino             | Venceu    |
| 2017 | NAACP Image Awards           | Excelente Vídeo Musical            | Indicado  |
| 2017 | NAACP Image Awards           | Canção excelente, tradicional      | Indicado  |
| 2017 | Soul Train Music Awards      | Canção do ano                      | Venceu    |
| 2017 | Teen Choice Awards           | Canção do verão: Artista masculino | Indicado  |
| 2017 | Teen Choice Awards           | Escolha da música de verão         | Indicado  |
| 2017 | Teen Choice Awards           | Canção de R&B/Hip-Hop do verão     | Indicado  |
| 2018 | Grammy Awards                | Canção do Ano                      | Venceu    |
| 2018 | Grammy Awards                | Melhor Canção de R&B               | Venceu    |
| 2018 | Grammy Awards                | Melhor Performance R&B             | Venceu    |
| 2018 | iHeartRadio Music Awards     | Canção do Ano                      | Indicado  |
| 2018 | iHeartRadio Music Awards     | Canção do Ano de R&B               | Venceu    |
| 2018 | iHeartRadio Music Awards     | Melhor videoclipe                  | Indicado  |

## Faixas e formatos
| Download digital – Alan Walker Remix |                                          |         |  |
| N.º                                  | Título                                   | Duração |  |
| 1.                                   | "That's What I Like" (Alan Walker Remix) | 3:14    |  |

| Download digital – Gucci Mane Remix |                                                     |         |  |
| N.º                                 | Título                                              | Duração |  |
| 1.                                  | "That's What I Like" (Remix) (featuring Gucci Mane) | 3:54    |  |

| Download digital – PartyNextDoor Remix |                                            |         |  |
| N.º                                    | Título                                     | Duração |  |
| 1.                                     | "That's What I Like" (PartyNextDoor Remix) | 3:26    |  |

| Download digital – BLVK JVCK Remix |                                        |         |  |
| N.º                                | Título                                 | Duração |  |
| 1.                                 | "That's What I Like" (BLVK JVCK Remix) | 3:45    |  |

## Créditos e pessoal
Gravação
- Gravado no Glenwood Place Studios em Burbank, Califórnia
- Mixado no MixStar Studios, Virginia Beach, Virginia.

Pessoal
| - Bruno Mars – vocais principais, composição, vocais de apoio - Philip Lawrence – songwriting, vocais de apoio - Christopher Brody Brown – composição - James Fauntleroy – composição, vocais de apoio - Eric "E-Panda" Hernandez – bateria ao vivo - Johnathan Yip – composição - Ray Romulus – composição - Jeremy Reeves – composição - Ray McCullough II – composição | - Produção – Shampoo Press & Curl - Co–produção – The Stereotypes - Engenharia de áudio – Charles Moniz - Gravação – Charles Moniz - Jacob Dennis – assistente de gravação - Serban Ghenea – mixagem - John Hanes – engenharia de mixagem - Tom Coyne – masterização de áudio |

Créditos adaptados através do folheto de 24K Magic, Atlantic Records.

## Desempenho nas tabelas musicais
| Tabelas musicais (2017)                        | Melhor posição |
| ---------------------------------------------- | -------------- |
| Argentina (Monitor Latino)                     | 11             |
| Argentina Anglo (Monitor Latino)               | 4              |
| Austrália (ARIA)                               | 5              |
| Áustria (Ö3 Austria Top 75)                    | 54             |
| Bélgica (Ultratop 50 de Flandres)              | 3              |
| Bélgica (Ultratop 50 da Valônia)               | 8              |
| Brasil (Brasil Hot 100 Airplay)                | 2              |
| Brasil (Billboard Brasil Pop Airplay)          | 7              |
| Canadá (Canadian Hot 100)                      | 3              |
| Canadá (Billboard AC)                          | 17             |
| Canadá (Billboard CHR/Top 40)                  | 2              |
| Canadá (Billboard Hot AC)                      | 2              |
| Colômbia (National-Report)                     | 40             |
| República Checa (Rádio Top 100)                | 54             |
| República Checa (Singles Digitál Top 100)      | 16             |
| Dinamarca (Hitlisten)                          | 18             |
| França (SNEP)                                  | 42             |
| O campo songid é OBRIGATÓRIO PARA PARADA ALEMÃ | 51             |
| Guatemala (Monitor Latino)                     | 14             |
| Hungria (Stream Top 40)                        | 20             |
| Irlanda (IRMA)                                 | 20             |
| Itália (FIMI)                                  | 34             |
| Japão (Japan Hot 100)                          | 43             |
| Malásia (RIM)                                  | 3              |
| Países Baixos (Dutch Top 40)                   | 19             |
| Países Baixos (Single Top 100)                 | 24             |
| Nova Zelândia (Recorded Music NZ)              | 4              |
| Noruega (VG-lista)                             | 40             |
| Paraguai (Monitor Latino)                      | 8              |
| Filipinas (Philippine Hot 100)                 | 2              |
| Polónia (Polish Airplay Top 100)               | 39             |
| Portugal (AFP)                                 | 7              |
| Coreia do Sul Internacional (Gaon)             | 7              |
| Escócia (Scottish Singles Chart)               | 18             |
| Eslováquia (Singles Digitál Top 100)           | 29             |
| Espanha (PROMUSICAE)                           | 34             |
| Suécia (Sverigetopplistan)                     | 51             |
| Suíça (Schweizer Hitparade)                    | 39             |
| Reino Unido (UK Singles Chart)                 | 12             |
| Estados Unidos (Billboard Hot 100)             | 1              |
| Estados Unidos (Billboard R&B/Hip-Hop Songs)   | 1              |
| Estados Unidos (Billboard Adult Contemporary)  | 12             |
| Estados Unidos (Billboard Adult Top 40)        | 2              |
| Estados Unidos (Billboard Dance Club Songs)    | 25             |
| Estados Unidos (Billboard Mainstream Top 40)   | 1              |
| Estados Unidos (Billboard Rhythmic)            | 1              |
| Venezuela Top 100 (Record Report)              | 65             |
| Venezuela Inglês (Record Report)               | 3              |
| Venezuela Pop (Record Report)                  | 17             |

| Tabelas musicais (2017)                       | Posição |
| --------------------------------------------- | ------- |
| Argentina (Monitor Latino)                    | 24      |
| Austrália (ARIA)                              | 25      |
| Bélgica (Ultratop Flanders)                   | 24      |
| Bélgica (Ultratop Wallonia)                   | 50      |
| Canadá (Canadian Hot 100)                     | 7       |
| Dinamarca (Tracklisten)                       | 67      |
| Israel (Media Forest)                         | 20      |
| Países Baixos (Single Top 100)                | 76      |
| Nova Zelândia (Recorded Music NZ)             | 5       |
| Reino Unido Singles (Official Charts Company) | 36      |
| Estados Unidos BIllboard Hot 100              | 3       |
| Estados Unidos Hot R&B/Hip-Hop (Billboard)    | 1       |
| Estados Unidos Adult Top 40 (Billboard)       | 10      |
| Estados Unidos Mainstream Top 40 (Billboard)  | 2       |
| Estados Unidos Rhythmic (Billboard)           | 4       |

## Histórico de lançamento
| Região         | Data                    | Formato                    | Gravadora | Ref.   |
| -------------- | ----------------------- | -------------------------- | --------- | ------ |
| Estados Unidos | 30 de janeiro de 2017   | Hot AC radio               | Atlantic  | [ 83 ] |
| Estados Unidos | 31 de janeiro de 2017   | Contemporary hit radio     | Atlantic  | [ 84 ] |
| Estados Unidos | 31 de janeiro de 2017   | Rhythmic contemporary      | Atlantic  | [ 85 ] |
| Reino Unido    | 24 de fevereiro de 2017 | Contemporary hit radio     | Atlantic  | [ 86 ] |
| Itália         | 3 de março de 2017      | Contemporary hit radio     | Warner    | [ 87 ] |
| Mundo          | 20 de abril de 2017     | Download digital – remixes | Atlantic  | [ a ]  |